# Теория Ренкина
Теория Ренкина (Уильям Ренкин, 1857 г.) —решение поля напряжений, которое предсказывает активное и пассивное давление грунта, при условии что стена котлована не имеет трения с грунтом, граница раздела грунт-стена вертикальна, поверхность разрушения, по которой движется грунт плоская, а результирующая сила направлена под углом параллельно поверхности обратной засыпки. Уравнения для коэффициентов активного и пассивного бокового давления грунта:
{\displaystyle K_{a}={\frac {\cos \beta -\left(\cos ^{2}\beta -\cos ^{2}\phi \right)^{1/2}}{\cos \beta +\left(\cos ^{2}\beta -\cos ^{2}\phi \right)^{1/2}}}*cos\beta }
{\displaystyle K_{p}={\frac {\cos \beta +\left(\cos ^{2}\beta -\cos ^{2}\phi \right)^{1/2}}{\cos \beta -\left(\cos ^{2}\beta -\cos ^{2}\phi \right)^{1/2}}}*cos\beta }
Для случая, когда β равно 0, приведенные выше уравнения упрощаются до
{\displaystyle K_{a}=\tan ^{2}\left(45-{\frac {\phi '}{2}}\right)={\frac {1-\sin(\phi ')}{1+\sin(\phi ')}}}
{\displaystyle K_{p}=\tan ^{2}\left(45+{\frac {\phi '}{2}}\right)={\frac {1+\sin(\phi ')}{1-\sin(\phi ')}}}
где φ' — угол сопротивления грунта сдвигу, а засыпка наклонена под углом β к горизонту.

## Активное и пассивное давление на грунт
Давление, оказываемое грунтом на стену, называется активным давлением. Сопротивление, оказываемое грунтом объекту, давящему на неё, называется пассивным давлением. Теория Ренкина применима к несжимаемым грунтам. Уравнение для несвязного активного давления грунта:
{\displaystyle P_{a}=K_{a}wh}
где
{\displaystyle K_{a}={\frac {\cos \beta -\left(\cos ^{2}\beta -\cos ^{2}\phi \right)^{1/2}}{\cos \beta +\left(\cos ^{2}\beta -\cos ^{2}\phi \right)^{1/2}}}*\cos \beta }
K a = Коэффициент активного давления,
w = удельный вес грунта,
h = глубина разреза (ниже верхнего слоя почвы), где оценивается давление,
β = угол, который верхняя поверхность грунта образует с горизонтом,
φ = угол внутреннего трения грунта.
Выражение для пассивного давления:
{\displaystyle P_{p}=K_{p}wh}
где,
{\displaystyle K_{p}={\frac {\cos \beta +\left(\cos ^{2}\beta -\cos ^{2}\phi \right)^{1/2}}{\cos \beta -\left(\cos ^{2}\beta -\cos ^{2}\phi \right)^{1/2}}}*\cos \beta }
Или, в случае β = 0, два коэффициента обратно пропорциональны, так что:
{\displaystyle K_{p}={\frac {1}{K_{a}}}}.

## Давление покоя
Давление покоя — это давление на неподвижную стенку. Условно неподвижной стенку можно считать при её горизонтальном перемещении до 0.0005h (h — глубина котлована). Обычно такой конструкцией считается стена в грунте.
Внешней нагрузкой на ограждающие конструкции является активное давление грунта которая включает в себя нагрузку от грунта за ограждающий стенкой котлована и полезную нагрузку по бровке котлована. Согласно п. 3.4 ТР 206-09 «Технические рекомендации по проектированию и производству работ по устройству ограждающих конструкций котлованов в стесненных условиях существующей городской застройки в г. Москве» нагрузка на бровке котлована принимается не менее 2 т/м2 (20 кПа) при расстоянии от котлована до существующего здания более 2 м.
Пассивное давление возникает ниже дна котлована. Давление покоя — давления грунта на неподвижную стенку. Давление грунта на стенке является функцией от перемещения последних.
Коэффициент бокового давления грунта K определяется как отношение горизонтального эффективного напряжения σ'h к вертикальному эффективному напряжению σ'v. Минимальное устойчивое значение K называется коэффициентом активного давления грунта K a ; активное давление грунта получается, например, при удалении подпорной стены от грунта. Максимальное устойчивое значение К называется пассивным коэффициентом давления грунта, К р. Для ровного грунта с нулевой поперечной деформацией в грунте получен коэффициент бокового давления грунта в состоянии покоя K0.
Если мы говорим о давлении грунта на подземное сооружение (давлении покоя), допустим подвал. Разница между активным давлением и давлением покоя в следующем (введены 2 разных понятия): активное давление применяется, когда речь идет о подпорных стенах, котлованах — мы предполагаем о смещении конструкции (в СП прописана норма перемещения более 0,005 от её толщины), тогда давление грунта горизонтальное делаем активное и пассивное. Если бункер подземный (он сжат всегда), тогда выбирает давление покоя. То есть если горизонтальные перемещения запрещены (подвал, бункер) говорим о давлении покоя {\displaystyle \lambda ={\frac {\nu }{\nu -1}}} если перемещения возможны — активное и пассивное горизонтальные давления. Коэффициент Пуассона ν для ж/б около 0.15, для песка около 0.3, для глин (разная бывает) от 0.2 до 0.45. При очень высоком E около 20000 кН/м3 высокий угол внутреннего трения около 30 градусов. Коэффициент Пуассона ν не влияет на расчеты. Если Коэффициент Пуассона ν равен 0.5, то вертикальное давление равно горизонтальному давлению как у жидкости, воды (несжимаемая жидкость). Чем выше показатель консистенции, тем выше Коэффициент Пуассона, вплоть до 0.5 (это максимум).